# Abralia grimpei
Abralia grimpei är en bläckfiskart som beskrevs av Voss 1959. Abralia grimpei ingår i släktet Abralia och familjen Enoploteuthidae. Inga underarter finns listade i Catalogue of Life.